# SS United States
SS United States (također "The Big U") je prekooceanski brod izgrađen 1952. za američku kompaniju United States Lines. S 53 329 tona, drži primat najvećeg putničkog broda izgrađenog u SAD-u., i s maksimalnom brzinom od 38 čvorova smatra se najbržim prekooceanskim brodom ikada izgrađenim. Na svojem prvom putovanju 1952., osvojio je Plavu vrpcu s vremenom prelaska Atlantika od 3 dana, 10 sati i 40 minuta pri prosječnoj brzini 35,59 čvorova, čak 10 sati brže od prethodnog rekorda broda Queen Mary. United States  bio je prvi brod koji je razbio europsku dominaciju britanskih, njemačkih i francuskih brodova na sjevernoatlantskim rutama. Povučen je iz prometa 1969. i nakon nekoliko promjena vlasnika trajno je privezan u Philadelphiji.

## Izgradnja
Potaknuta uspješnom ratnom službom britanskih transtalantika Queen Mary i Queen Elizabeth, američka vlada je odlučila financirati izgradnju velikog i veoma brzog trgovačkog broda sposobnog prevesti veliki broj vojnika. William Francis Gibbs bio je glavni inženjer zajedničkog projekta kompanije United states Lines i američke ratne mornarice. Ukupna cijena izgradnje od 78 milijuna američkih dolara bila je podijeljena na 50 milijuna državnih subvencija i 28 milijuna iz sredstava kompanije US Lines. Konstrukcija je predviđala u slučaju rata mogućnost brze konverzije u brod za prijevoz trupa kapaciteta 15 000 vojnika ili u bolnički brod. Izgrađen je 1950. – 1952. u suhom doku brodogradilišta Newport News Shipbuilding and Drydock Company, u Newport News, država Virginia, SAD., prema mornaričkim specifikacijama koje su predviđale veliki broj unutrašnjih odjeljaka i 
odvojene strojarnice, što smanjuje rizik potapanja u eventualnom napadu. Velika pažnja je posvećena protupožarnoj zaštiti, te nije korišteno drvo za namještaj, obloge i dekoracije, niti za bilo koji drugi dio unutarnje opreme. U skladu sa striktnim mornaričkim propisima korišteni su staklo, staklena vlakna, metal i dr. Koncertni klavir u plesnoj dvorani izrađen je od rijetkog nezapaljivog drva, koji je zajedno s mesarevim panjem u kuhinji bio jedini dio drvene opreme na cijelom brodu. Nadgrađe je izgrađeno većinom od aluminija, što je do tada bila najveća upotreba tog metala na takvim objektima, te se posebno zahtjevnim pokazalo spajanje aluminijskih i čeličnih dijelova broda. 

## Aktivna služba
Na svoje prvo putovanje New York - Southampton isplovljava 4. srpnja 1952. i obara 14 godina star rekord istočnog prelaska atlantika broda Queen Mary za čak 10 sati, u vremenu od in 3 dana, 10 sati i 40 minuta, pri prosječnoj brzini od 35,59 čvorova. Pri povratku u Ameriku osvaja naslov najbržeg broda i za zapadni prelazak u vremenu od 3 dana 12 sati i 12 minuta i prosječnom brzinom od 34,51 čvorova. Sljedećih 17 godina održava redovnu sjevernoatlantsku liniju pri brzinama iznad 30 čvorova u kompeticiji ua Cunardovim brodovima.

## Nakon povlačenja

### 1969. – 1996.
Prilikom godišnjeg remonta 1969. u Newport Newsu odlučeno je povući ga iz prometa te je tamo privezan do daljnega. Nekoliko godina kasnije premješten je u Norfolk u Virginiji. Od tada je brod promijenio nekoliko vlasnika. 1978. prodan je s namjerom konverzije u brod za krstarenje, što nije realizirano te ga Američka pomorska uprava (MARAD) prodaje na aukciji. Tijekom 1980-ih američka ratna mornarica razmatrala je mogućnost upotrebe SS United States kao broda za trupe ili bolničkog broda. 1984. sva unutrašnja oprema prodana je na aukciji. 1992. novi konzorcij vlasnika kupuje brod i tegli ga u Tursku i potom Ukrajinu gdje se iz broda uklanja azbest. Bez mogućnosti da postignu valjani dogovor o reaktiviranju broda, vlasnici ga tegle natrag u SAD. Od 1996. trajno je mrtvom vezu u Philadelphiji.

### 1996. – 2011.
1999. godine udruženja SS United States Foundation i SS United States Conservancy (tada poznato kao SS United States Preservation Society, Inc.) uspjevaju u svojoj namjeri da brod dobije status zaštićenog objekta. 2003. brod je kupila Norveška kompanija Norwegian Cruise Line (NCL) koja ga je namjeravala renovirati i reaktivirati u svojoj američkoj podružnici baziranoj na Havajima NCL America. United States jedan je od rijetkih raspoloživih brodova za tu namjenu jer komercijalnu djelatnost unutar američkih voda zakon ograničava samo na brodove pod američkom zastavom, izgrađene u americi i s većinskom američkom posadom. 2004. Norwegian Cruise Line je započeo studije izvedivosti projekta, a 2007. dovršen je opsežan tehnički pregled s kojim je ustanovljeno da je brod u dobrom stanju, ali u veljači 2009., medijski napisi izvještavaju da Star cruises (vlasnik Norwegian Cruise Linea) želi prodati brod. Iako je United States bio posljednji veliki prekooceanski brod koji je osvojio Plavu vrpcu, 1990. primat u zapadnom prelasku preotima mu norveški katamaranski trajekt Hoverspeed Great Britain. Do danas još drži rekord istočnog prelaska. Početkom 2011., brod je otkupila fondacija SS United States Conservancy koja ga namjerava obnoviti i uključiti u "višenamjenski obalni kompleks".

## Tenhničke karakteristike
Ukupna snaga strojeva od 248 000 ks (185 MW) najsnažnija je ikad ugrađena u trgovački brod, i omogućavala je plovidbu od maksimalnih 38 čvorova, i čak 20 čvorova pri plovidbi unatrag. 8 Babcock & Wilcox 1000 in³ (6,9 MPa) kotlova dizajniranih za bojne brodove klase Iowa, pokretalo je 4 Westinghouse parne turbine (5240 RPM) s dvostrukim reduktorom, i 4 propelera, dva vanjska četverokraka i dva unutarnja petokraka. Deklarirana maksimalna brzina od teško mogućih 43 čvora bila je namjerno pretjerana. Stvarna maksimalna brzina od 38 čvorova objavljena je 1977. godine

## Galerija
- Paluba 1964. godine.
- U Le Havreu 1964. godine.
- Na vezu u Philadelphiji, 2006. godine.
- Na vezu u Philadelphiji, 2005. godine.

## Vanjske poveznice
- www.popularmechanics.com   Arhivirana inačica izvorne stranice od 9. siječnja 2010. (Wayback Machine)
- Službena stranica SS United States Conservancy Org   Arhivirana inačica izvorne stranice od 13. kolovoza 2017. (Wayback Machine)
- Stranica od SS United States Foundation
- Neslužbena stranica   Arhivirana inačica izvorne stranice od 2. srpnja 2020. (Wayback Machine)
- Fotografije iz 2007.   Arhivirana inačica izvorne stranice od 23. prosinca 2008. (Wayback Machine)